# لیک استیکنی (واشینگتن)
لیک استیکنی (به انگلیسی: Lake Stickney) یک منطقهٔ مسکونی در ایالات متحده آمریکا است که در شهرستان اسنوهومیش، واشینگتن واقع شده‌است. لیک استیکنی ۴٫۱ کیلومتر مربع مساحت و ۷٬۷۷۷ نفر جمعیت دارد.